# الأناركية في إيطاليا

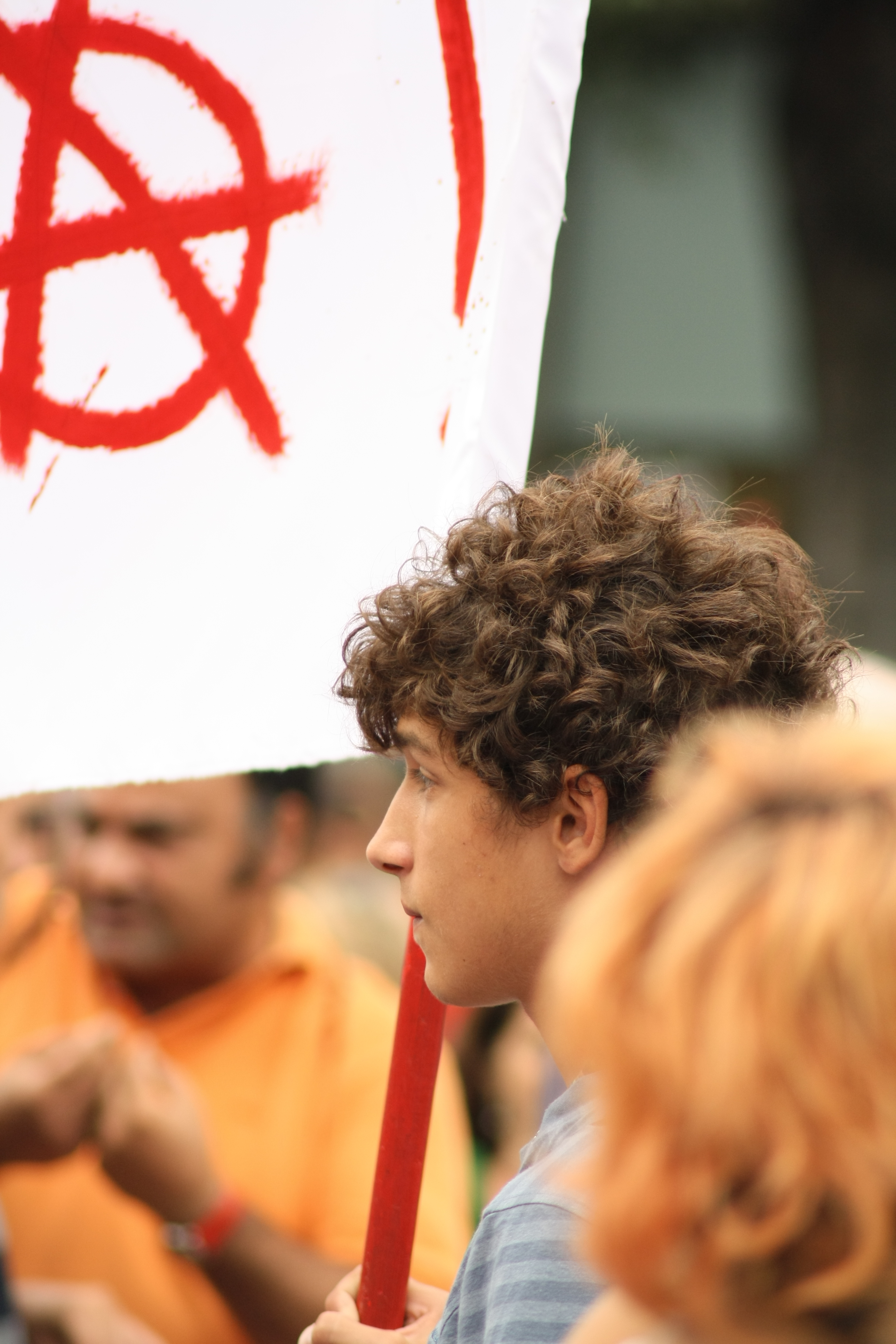

الأناركية الإيطالية هي حركة ابتدأت بشكل رئيسي بتأثير من ميخائيل باكونين، وغويسبي فانيلي، وإريكو مالاتيستا. تلتقي الأناركية الإيطالية بجذورها بالأناركية الجماعية، وتتوسع لتشمل الأناركية الفردية اللاقانونية، والنقابية اللاسلطوية، وخصوصًا الشيوعية الأناركية. اشتركت الحركة في حقبة البيينو روسو (السنتان الحمراوان) ونجت من قمع الفاشية الإيطالية. شاعت على وجه الخصوص في الأناركية الإيطالية البرنامجية والأناركية التمردية، وما يزال تأثيرهما باديًا لليوم. ظهر الاتحاد الأناركي التركيبي الإيطالي بعد الحرب العالمية الثانية، وفي النصف الثاني من القرن العشرين تركت كلّ من الماركسية الاستقلالية والحركة العمالية بصمتها الخاصة في الحركة الأناركية الإيطالية.

## التاريخ

### الجذور
عند تأسيس الجناح الإيطالي من جميعة الشغيلة العالمية في العام 1869، بدأ ظهور العديد من الأناركيين المشهورين (أو سيئي الصيت) على المشهد، يُذكر منهم الشخصيات البارزة كارلو كافيرو وإريكو مالاتيستا. تشكلت أفكار الشيوعية الأناركية كحركة واضحة ومتماسكة ضمن الجناح الإيطالي من جمعية الشغيلة العالمية. في مؤتمر في العام 1876 في فلورنسا، أعلن الجناح الإيطالي لجمعية الشغيلة العالمية مبادئ الشيوعية الأناركية:
يعتبر الاتحاد الإيطالي الملكية الجماعية لمنتجات العمال المتمم الضروري للبرنامج الجماعي، والمعين في تلبية جميع احتياجات الأفراد نظرًا لكونه القاعدة الوحيدة للإنتاج والاستهلاك المتماشية مع مبدأ التضامن. أثبت المؤتمر الفيدرالي في فلورنسا بما لا يدع مجالًا للشك رأي الاتحاد الإيطالي في هذا الصدد...
إضافة إلى كل هذا، فقد شهدت إيطاليا أولى محاولات الحركة الأناركية لإشعال الثورات. انخرط باكونين في تمرد اندلع في فلورنسا في العام 1869، وفي محاولة تمرد فاشلة في العام 1874 في مدينة بولونيا. في العام 1877، شرع إريكو مالاتيستا، وكارلو كافيرو، وكوستا في سعيهم لإطلاق ثورة في إيطاليا. تمكنوا من الاستيلاء على قريتين في إقليم كامبانيا قبل أن يسحق الجيش تمردهم.
تبلورت الأناركية الإيطالية في الجناح الإيطالي من الأممية الأولى. تزايدت شعبية جمعية الشغيلة العالمية بشكل هائل بعد أحداث كومونة باريس. نظرًا للمعلومات الشحيحة عن مجريات الأحداث، كان لدى العديد من المتمردين أفكار مثالية بخصوص طبيعة الكومونة، وهو ما أدى إلى اكتساب الأفكار الأناركية والاشتراكية شعبية جارفة. أدان الجمهوري الراديكالي جوزيبي مازيني الكومونة لأنها كانت تجسيدًا لكل ما يكره: الصراع الطبقي، والعنف الجماعي، والإلحاد، والمادية. أسهم شجب مازيني في زيادة نسبة انشقاقات الجمهوريين من صفوف جميعة الشغيلة العالمية.
مع تعميق هوة الخلاف بين ماركس وباكونين، انحاز الجناح الإيطالي لجمعية الشغيلة العالمية إلى صف باكونين ضد السلوك التسلّطي الذي اتبعه مجلس ماركس العام. أفضى دفاع باكونين عن كومونة باريس ضد انتقادات مازيني وماركس وإنغلز العاجزة عن الرد عليه أفضى إلى ظهور أفكار باكونين كاتجاه فكري بارز في الجناح الإيطالي من جمعية الشغيلة العالمية. في العام 1872، أسهم باكونين وكافيرو في تنظيم اتحاد وطني ضم الأجنحة الإيطالية لجمعية الشغيلة العالمية. كان جميع المندوبين في المؤتمر التأسيسي أناركيين، باستثناء كارلو تيرزاغي (مخبر أمني) واشتراكيين اثنين من أتباع غاريبالدي.

### إريكو مالاتيستا
كان إريكو مالاتيستا أناركيًا إيطاليًا بارزًا. كتب مالاتيستا وحرر عددًا من الصحف الراديكالية، وكان صديقًا لميخائيل باكونين. تضافر عاملان في التحاقه بجناح نابولي لجمعية الشغيلة العالمية، وهما حماسته تجاه كومونة باريس وصداقته لكارميلو بالادينو في نفس السنة، وقد علّم نفسه ليصبح ميكانيكًا وكهربائيًا. في العام 1872 التقى مالاتيستا بباكونين الذي اشترك معه في مؤتمر سانت إيمير للأممية. على مدار السنوات الأربعة اللاحقة، أسهم مالاتيستا في نشر دعاية الأممية في إيطاليا؛ وسُجن مرتين لنشاطاته هذه.